# Nocturne (Shreeve)
Nocturne is het laatste studioalbum (gegevens 2011) van Mark Shreeve als soloartiest. Het album verscheen op het platenlabel Sonic Images, waarvan de eigenaar Christopher Franke is. De muziek op dit album lijkt dan meer op de muziek van Tangerine Dream (muziekgroep waar Franke jarenlang lid was), dan de andere albums van Shreeve.  Nocturne heeft een duistere en onrustige klank en is derhalve geen echte. 

## Musici
- Mark Shreeve – synthesizers, elektronica
- Graig Joiner – gitaar op 9 en 15
- Lol Mason – zang op 7, 13 en 15
- Sue Gresley, Guy Scutter – stemsamples

## Muziek
Alle van Shreeve

| Nr. | Titel                     | Duur |
| --- | ------------------------- | ---- |
| 1.  | Meateater                 | 5:19 |
| 2.  | Aftershock                | 1:14 |
| 3.  | Ride the lightning        | 3:21 |
| 4.  | Ultramarine               | 1:06 |
| 5.  | Aurora                    | 5:35 |
| 6.  | Out of time, out of place | 1:41 |
| 7.  | Big trouble               | 7:00 |
| 8.  | Balles de cosmique        | 1:35 |
| 9.  | Hellchide                 | 2:55 |
| 10. | Dynamo eternal            | 6:46 |
| 11. | Ceremony                  | 4:29 |
| 12. | Black                     | 5:37 |
| 13. | Century down              | 5:37 |
| 14. | Summer drift 69           | 3:25 |
| 15. | Nocturne                  | 9:12 |